# Museu Romântico da Quinta da Macieirinha
O Museu Romântico é um dos núcleos museológicos do Museu da Cidade do Porto, em Portugal.
Está instalado na Quinta da Macieirinha, também chamada Quinta da Macieira ou do Sacramento, num edifício datado do século XIX e que pertenceu à família Pinto Basto.
O Museu Romântico pretende ser a reconstituição do interior de uma casa da burguesia abastada de Oitocentos, período tão característico da cidade do Porto. Aqui passou os seus últimos dias, exilado, Carlos Alberto, rei do Piemonte e da Sardenha, que aqui veio a falecer a 28 de Julho de 1849.
Em memória do ex-rei, foram reconstituídas algumas dependências da casa, como a capela, o quarto de dormir e a sala de estar, a partir de aguarelas e litografias da época.

Em 2021 a Câmara Municipal desmantelou o Museu retirando o seu recheio sem que tenha havido consulta pública para ali passar a funcionar a "Extensão do Romantismo do Museu da Cidade do Porto" e foi desta forma que foi anunciado ao público "o espaço despiu-se dos adereços de casa burguesa oitocentista e vestiu-se de contemporaneidade".